# Jiangxi

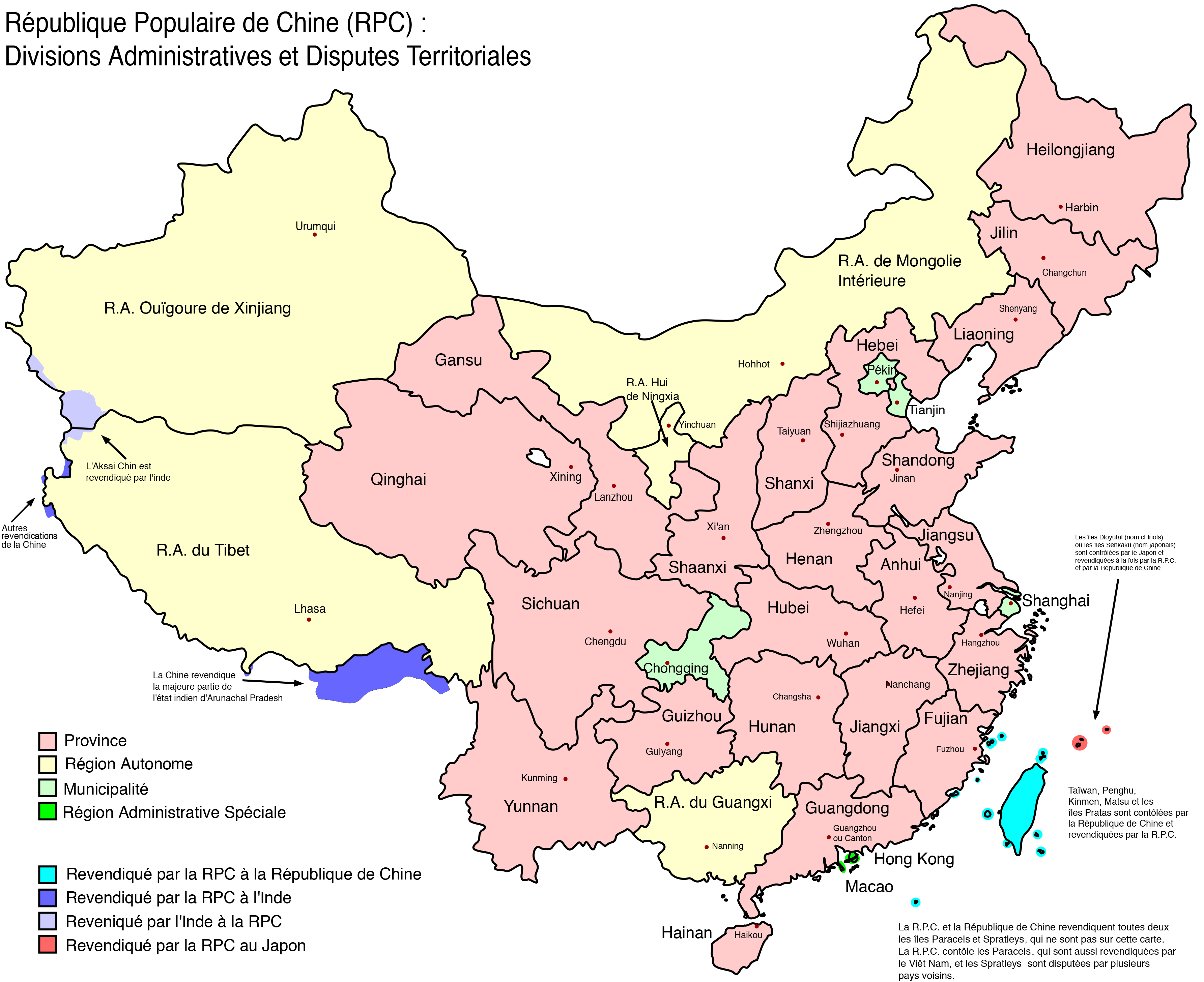
Divisions administratives et disputes territoriales de la république populaire de Chine.

Le Jiangxi (chinois : 江西省 ; pinyin : jiāngxī shěng ; EFEO : Kiang-si) est une province du sud-est de la république populaire de Chine. Elle a pour chef-lieu Nanchang.

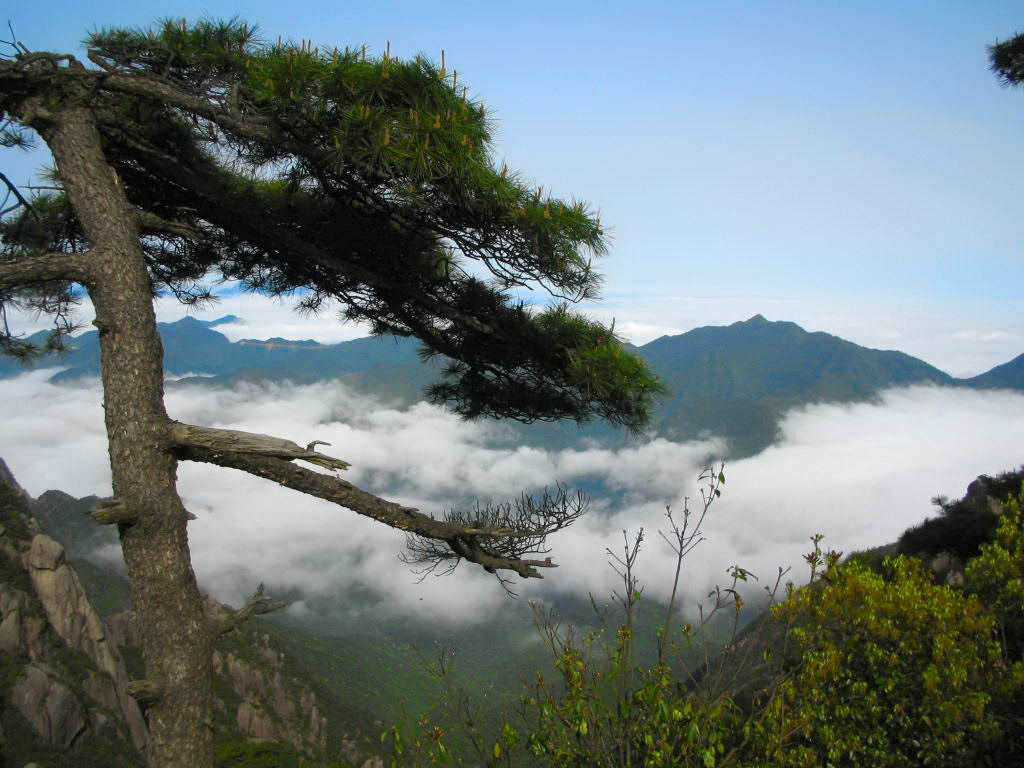
Mont Lu

## Nom
Le nom de Jiangxi (chinois : 江西 ; litt. « l'ouest du fleuve »), vient du circuit de Jiangnanxi (en) (江南西道), une subdivision administrative créée sous la dynastie Tang qui englobait la province actuelle.
L'abréviation de gan (赣, gàn) est également utilisé et constitue l'abréviation officielle de la province. Elle fait référence à la rivière Gan, un affluent du Chang Jiang qui traverse la province du sud au nord, baignant Nanchang et d'autres grandes villes.

## Géographie
La province du Jiangxi se situe au nord du Guangdong, à l'est du Hunan et du Hubei, au sud du Anhui et du Zhejiang et à l'ouest du Fujian.
La rivière Gan, qui coule du sud au nord et se jette dans le Yangzi Jiang, domine la province.

## Histoire
Selon les découvertes archéologiques du comté d'Anyi, dans la ville de Nanchang, des établissements humains sont apparus dans la province il y a environ 50 000 ans. Durant la dynastie Sui, il y avait sept commanderies et vingt-quatre comtés dans le Jiangxi.
Pendant la dynastie Tang, une autre commanderie et quatorze comtés ont été ajoutés. Les commanderies ont ensuite été supprimées pour devenir zhou (dorénavant traduites par « préfectures » plutôt que par « provinces »). Les circuits ont été établis sous la dynastie Tang en tant que nouvelle division administrative de haut niveau.
Au début, Jiangxi faisait partie du circuit de Jiangnan (littéralement "circuit au sud du Yangtsé"). En 733, ce circuit était divisé en moitiés occidentale et orientale. Jiangxi a été retrouvé dans la moitié ouest, appelée circuit de Jiangnanxi (littéralement "circuits occidentaux au sud du Yangtsé"). C'est la source du nom moderne "Jiangxi".
Le Parlement provincial du Jiangxi est fondé en 1912 et dissout en 1924.
La République soviétique chinoise est fondée dans la région en 1931 et subsiste jusqu'en 1934, lorsque sous la pression des forces du Kuomintang, les communistes sont contraints à la retraite et entament la Longue Marche.
Occupé par l'armée impériale japonaise lors de la guerre sino-japonaise (1937-1945), la région fit l'objet de violentes représailles à la suite du raid de Doolittle, mené le 18 avril 1942 par les États-Unis. Déterminé à retrouver les aviateurs abrités par la population, le Quartier-général impérial japonais ordonna à l'été 1942 le massacre d'environ 250 000 civils du Jiangxi et du Zhejiang.

## Administration
En 2001, la province du Jiangxi était composée de 11 villes-préfectures (设区市, shèqū shì) dépendant de villes ayant un rang administratif équivalent à celui des préfectures.
| Subdivisions administratives du Jiangxi | Subdivisions administratives du Jiangxi | Subdivisions administratives du Jiangxi | Subdivisions administratives du Jiangxi | Subdivisions administratives du Jiangxi | Subdivisions administratives du Jiangxi | Subdivisions administratives du Jiangxi | Subdivisions administratives du Jiangxi | Subdivisions administratives du Jiangxi | Subdivisions administratives du Jiangxi |
| --------------------------------------- | --------------------------------------- | --------------------------------------- | --------------------------------------- | --------------------------------------- | --------------------------------------- | --------------------------------------- | --------------------------------------- | --------------------------------------- | --------------------------------------- |
| District Xian                           |                                         |                                         |                                         |                                         |                                         |                                         |                                         |                                         |                                         |
| No.                                     | Code subdivision                        | Préfecture                              | chinois Hanyu Pinyin                    | Superficie en km2                       | Population 2010                         | Siège                                   | Subdivisions                            | Subdivisions                            | Subdivisions                            |
| No.                                     | Code subdivision                        | Préfecture                              | chinois Hanyu Pinyin                    | Superficie en km2                       | Population 2010                         | Siège                                   | Districts                               | Xians                                   | villes-district                         |
|                                         | 360000                                  | Jiangxi Province                        |                                         | 166 900                                 | 44 567 475                              | Nanchang                                | 26                                      | 63                                      | 11                                      |
| 1                                       | 360100                                  | Nanchang                                | 南昌市                                  | 7 432                                   | 5 042 565                               | District de Donghu                      | 6                                       | 3                                       |                                         |
| 5                                       | 360200                                  | Jingdezhen                              | 景德镇市                                | 5 256                                   | 1 587 477                               | District de Changjiang                  | 2                                       | 1                                       | 1                                       |
| 7                                       | 360300                                  | Pingxiang                               | 萍乡市                                  | 3 824                                   | 1 854 510                               | District d'Anyuan                       | 2                                       | 3                                       |                                         |
| 6                                       | 360400                                  | Jiujiang                                | 九江市                                  | 18 797                                  | 4 728 763                               | District de Xunyang                     | 3                                       | 7                                       | 3                                       |
| 9                                       | 360500                                  | Xinyu                                   | 新余市                                  | 3 178                                   | 1 138 873                               | District de Yushui                      | 1                                       | 1                                       |                                         |
| 11                                      | 360600                                  | Yingtan                                 | 鹰潭市                                  | 3 557                                   | 1 124 906                               | District de Yuehu                       | 2                                       |                                         | 1                                       |
| 3                                       | 360700                                  | Ganzhou                                 | 赣州市                                  | 39 317                                  | 8 368 440                               | District de Zhanggong                   | 3                                       | 14                                      | 1                                       |
| 4                                       | 360800                                  | Ji'an                                   | 吉安市                                  | 25 284                                  | 4 810 340                               | District de Jizhou                      | 2                                       | 10                                      | 1                                       |
| 10                                      | 360900                                  | Yichun                                  | 宜春市                                  | 18 638                                  | 5 419 575                               | District de Yuanzhou                    | 1                                       | 6                                       | 3                                       |
| 2                                       | 361000                                  | Fuzhou (Linchuan)                       | 抚州市 (临川)                           | 18 811                                  | 3 912 312                               | District de Linchuan                    | 2                                       | 9                                       |                                         |
| 8                                       | 361100                                  | Shangrao                                | 上饶市                                  | 22 826                                  | 6 579 714                               | District de Xinzhou                     | 3                                       | 8                                       | 1                                       |

## Principales villes
| Agglomération | Désignation en chinois | Population de l'agglomération millions (2017) | Rang (Chine) | Superficie | Densité | Commentaire |
| ------------- | ---------------------- | --------------------------------------------- | ------------ | ---------- | ------- | ----------- |
| Nanchang      |                        | 2,945                                         |              | 686 km²    | 4300    |             |
| Ganzhou       |                        | 1,565                                         |              | 324 km²    | 4800    |             |
| Fuzhou        |                        | 1,015                                         |              | 117 km²    | 8700    |             |
| Yichun        |                        | 0,975                                         |              | 122 km²    | 8000    |             |
| Xinyu         |                        | 0,765                                         |              | 132 km²    | 5800    |             |
| Jiujiang      |                        | 0,74                                          |              | 215 km²    | 3400    |             |
| Pingxiang     |                        | 0,625                                         |              | 65 km²     | 9700    |             |

## Économie
Au Jiangxi la principale céréale cultivée est le riz. Les autres cultures importantes sont le coton et le colza. L'anis étoilé, ou badiane chinoise est très cultivée dans cette région.
La province du Jiangxi est riche en minerais de toutes sortes. On y trouve des terres rares en proche sous-sol. C'est aussi la province qui contient le plus de[Où ?] gisements de cuivre, tungstène, or, argent, uranium, thorium, tantale, niobium. Les principales villes minières sont Dexing pour le cuivre et le xian de Dayu pour le tungstène.
Jiangxi fait partie des provinces les plus pauvres de Chine mais est situé à proximité de riches provinces comme Guangdong, Zhejiang et Fujian qui sont accusées de voler les richesses du Jiangxi[réf. nécessaire].

## Transports

### Aérien
La province comporte différents aéroports. Le principal est l'aéroport international de Nanchang Changbei, près de Nanchang, la capitale.
Il y a un aéroport principal par ville-préfecture, parmi lesquels :
- Aéroport de Ganzhou Huangjin
- Aéroport de Jingdezhen Luojia
- Aéroport de Jinggangshan
- Aéroport de Shangrao Sanqingshan
- Aéroport de Yichun Mingyueshan

### Ferroviaire
Nanchang comporte deux principales gares, la Gare de Nanchang, et une gare plus récente, la Gare de Nanchang-Ouest, une gare TGV.
La première ligne du métro de Nanchang a ouvert en 2015, d'autres lignes sont en construction en 2016.
Le métro de Ganzhou n'est pas encore ouvert.

### Routiers
Différentes lignes de bus parcourent la ville et permettent de joindre les principales autres villes de la province.

## Culture

### Cuisine
Parmi les plats de la cuisine du jiangxi, on peut citer la soupe de jarre (瓦罐汤, wǎguàn tāng), mijotée dans de grandes jarres en céramiques appelées waguan.

## Démographie
En 2004, le rapport des sexes atteint un pic à 137 garçons pour 100 filles.

## Autres villes
- Zhangshu
- Village Likeng